# Chen Rong (pintor)

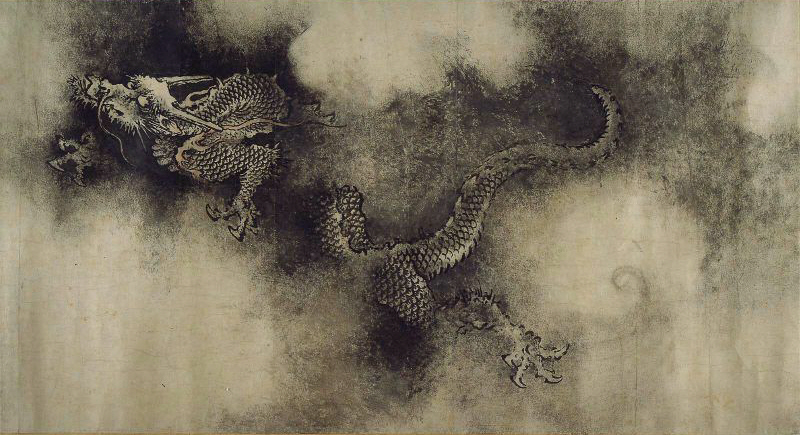
Nou Dragons (fragment) atribuït a Chen Rong, 1244, Museum of Fine Arts, Boston.

Chen Rong (xinès simplificat: 陈容; xinès tradicional: 陳容; pinyin: Chén Róng) fou un pintor, poeta i cal·lígraf xinès durant la dinastia Song del Sud nascut vers el 1235 al districte de Changle, província de Fujian i mort l'any 1266.
Famós per les seves pintures de dragons. S'inspirà en les pintures de dragons voladors de Li Yu, darrer sobirà de la dinastia Tang del Sud. En seves obres, monocromes, feia servir la tinta. Es conserven onze pintures seves però tres podrien ser còpies.